# HD18166
HD18166 — хімічно пекулярна зоря спектрального класу A3, що має видиму зоряну величину в смузі V приблизно  8,1.
Вона  розташована на відстані близько 501,8 світлових років від Сонця.